# Cecil Law (6e baron Ellenborough)
Cecil Henry Law (23 novembre 1849 - 22 janvier 1931), est un officier de l'armée britannique et membre de la Chambre des lords.

## Biographie
Cecil Henry Law est le troisième fils de Henry Spencer Law et de Dorothea (fille du colonel JS Rochfort de Clogrenane, comté de Carlow). Law fait ses études au Wellington College, dans le Berkshire, et au Royal Military College de Sandhurst, et passe dans l'armée en 1869. Il accède à la pairie à la mort de son frère, Edward Law (5e baron Ellenborough), en 1915. Il est présenté à la Chambre des Lords le 15 février 1916, immédiatement après le discours du roi de cette année-là .

## Carrière militaire
Law est nommé officier dans le 54e régiment d'infanterie (à partir de 1881, le Dorsetshire Regiment) en juillet 1869, est promu lieutenant le 28 octobre 1871 et sert dans la Seconde guerre anglo-afghane de 1878 à 1880. Promu capitaine le 24 janvier 1883, major le 21 juin 1890 et lieutenant-colonel le 19 novembre 1897, il commande le 2e bataillon Dorsetshire Regiment pendant la seconde guerre des Boers en Afrique du Sud de 1900 à 1902 où il est présent durant la Libération de Ladysmith, et les batailles de Laing's Nek et les hauteurs de Tugela. Pour ses services dans la guerre, il est mentionné dans les dépêches à trois reprises, reçoit la Médaille de la Reine avec cinq fermoirs et la Médaille du Roi avec deux fermoirs , et est nommé Compagnon de l'Ordre du Bain (CB) dans la liste des distinctions honorifiques de l'Afrique du Sud d'avril 1901. Après la fin de la guerre en juin 1902, il rentre au Royaume-Uni dans le RMS Dunottar Castle, qui arrive à Southampton le mois suivant. Law est mis à la demi-solde en août 1902, et prend sa retraite avec le grade de colonel en 1906 .

## Famille
Après sa retraite de l'armée britannique, Lord Ellenborough s'intéresse activement aux institutions philanthropiques et patriotiques locales. Il est pendant de nombreuses années président de l'hôpital du comté de Dorset et président de la Dorset Territorial Army Association . Cecil Henry Law épouse Alice Caroline Astell en 1884, décédée en 1916 (fille de M. John Harvey Astell de Woodbury Hall, Bedfordshire). À sa mort en 1931, il est remplacé par son fils Henry Law (7e baron Ellenborough).